# Kirkkosuo
Kirkkosuo är ett träsk i Finland. Det ligger i Kides i landskapet Norra Karelen, i den sydöstra delen av landet, 400 km nordost om huvudstaden Helsingfors.